# Ball de prims
El Ball de Prims és un element del Seguici Festiu de Reus que surt per la Festa Major de la ciutat. Sembla una antiga dansa de joglars. Es caracteritza per la sonoritat dels cascavells que porten
No se sap a què fa referència el nom del ball, que a Reus, està documentat al segle xviii. "Prim" vol dir primer en el llenguatge antic. I en alguns jocs d'infants del Camp de Tarragona, "lo prim" era el jugador a qui pertocava començar el joc. A Valls es coneix el ball de la Primera, que servia com a dansa d'iniciació per als més joves, relacionat, pels vestits que porten, amb la Moixiganga. Josep Aladern, però, al seu llibre Costums típicas de la ciutat de Valls parla només de Ball de Prims.
A començaments del segle xvi sabem que hi havia un ball de cascavells a Reus. El 1632 el municipi comptava per a la festa de Sant Pere amb dues danses: un ball d'espases i una altra per a la qual compra "caretes i cascavells", cosa que fa pensar que potser es tracta del ball de Prims.

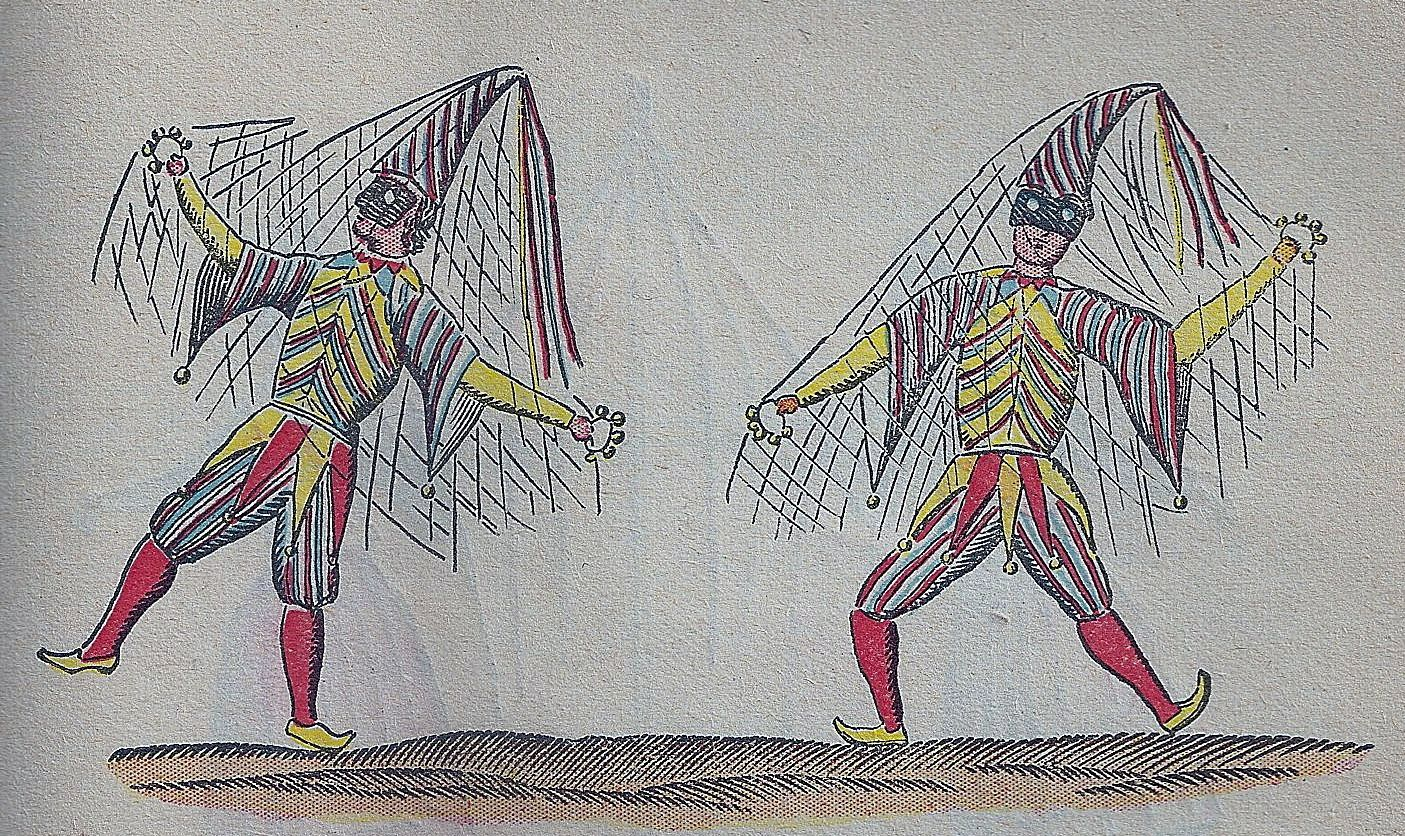
Ball de Prims. Dibuix d'Andreu de Bofarull

El 1733 es troba documentada en les festes que se celebren en honor de sant Bernat Calbó i el 1792, en les festes en honor de la Mare de Déu de Misericòrdia. En aquesta època, la dansa pertanyia al gremi de teixidors de lli.
Al segle xix surt en diverses festes com la vinguda del rei Ferran VII, el 1814, la solemnitat del 1833 en honor d'Isabel II o la visita de la reina mare Maria Cristina a Reus, el 1844. A més de Reus, aquesta dansa es ballava en altres viles i ciutats de la rodalia, com és el cas de Tarragona, on surt el 1706, o Alforja, on es troba documentada el 1784, a més de Valls. Andreu de Bofarull l'explica així: "Van mitj coberts de una glassa y en las mans porten un rast de cascavells. És una de las dansas més antiguas, lo cual representa una dansa de juglars que ab sos contorsions, passos y passadas, repican los cascavells que portan al vestit y a las mans, alegrant la festa. Correspon al gremi de teixidors de lli"
El 1977 es va ballar, amb motiu del Congrés de Cultura Catalana, en una exhibició de danses tradicionals de Reus, a càrrec de l'esbart Ramon d'Olzina de Vila-seca. Aquest mateix grup de dansa la va interpretar el 1981 en una mostra organitzada per Carrutxa. Finalment es va reincorporar a la festa major, a càrrec de la Coordinadora de Danses Tradicionals. La coreografia actual és del folklorista reusenc Josep Bargalló i Badia.
Els seus vestits són molt vistosos, de color groc amb vetes de colors cosides. Porten la cara tapada per una màscara i un cucurutxo llarg sobre el cap, des d'on cau una xarxa fins a mig cos i diverses cintes de colors. També porten en diferents parts del vestit, als camalls i als peus un munt de picarols i fan sonar al ritme de la música els que porten a les mans.
La tonada tradicional fou recollida al segle xix. Actualment, s'acompanya amb tarota, sac de gemecs, flabiol i tamborí. Surten per Sant Pere, amb el Seguici Festiu i per les Festes de la Mare de Déu de Misericòrdia.
Hi ha una anècdota força curiosa, de començament del segle xix, que recull la correspondència municipal conservada a l'Arxiu Històric Municipal: el 1814 es necessiten els vestits de Reus i l'Ajuntament els demana a Vila-seca. L'Ajuntament d'aquella població li respon que tampoc sap on són els seus i que els darrers cops que havia sortit el ball els havia demanat a Riudoms. Un fet que mostra clarament com aquestes danses populars es preparaven per a fer més lluïdes les celebracions.